# Anatoli Fjodorowitsch Krutikow
Anatoli Fjodorowitsch Krutikow (russisch Анатолий Фёдорович Крутиков; * 21. September 1933 in Slepuschkino, Oblast Moskau, Sowjetunion; † 8. November 2019) war ein sowjetischer Fußballspieler und -trainer.

## Vereinskarriere
Krutikow war ein sprintstarker und offensiv gefährlicher Außenverteidiger. Er spielte von 1954 bis 1958 bei ZSKA Moskau, wo er 1955 den sowjetischen Pokal gewann. 1959 wechselte er zu Spartak Moskau. In dieser Zeit wurde er zweimal sowjetischer Meister und gewann zweimal den sowjetischen Pokal. 1969 beendete er seine Vereinskarriere.

## Internationale Karriere
Krutikow nahm an der Fußball-Europameisterschaft 1960 in Frankreich teil und gewann mit der sowjetischen Auswahl den Titel. Dies war die einzige Einberufung zu einem großen Turnier für die Sbornaja.

## Erfolge
- Europameister 1960 mit der Sowjetunion
- 3 × Sowjetischer Pokalsieger 1955, 1963, 1965
- 2 × Sowjetischer Meister 1962, 1969